# Utrikespolitik
Utrikespolitik är den politik en stat för gentemot andra stater, i syfte att tillgodose sina intressen. Genom utrikespolitiken strävar staten efter att uppnå säkerhetsmål, välfärdsmål och ideologiska mål.
En stats utrikespolitik uttrycks på flera sätt. Dels uttrycks den explicit genom deklarationer och officiella uttalanden av makthavare, som den svenska årliga regeringsförklaringen. Dels ingås överenskommelser med stater om åtaganden, som till exempel inom FN och EU. Därtill kommer flera informella kanaler, som är minst lika viktiga för länders relationer.
Den utrikespolitiska beslutsprocessen sker som regel i ett utrikesdepartement som leds av en minister, och har en förvaltning av politiska rådgivare och ämbetsmän. I Sverige och några andra parlamentariska länder finns dessutom organ i Riksdagen eller parlamentet som deltar i beslutsfattandet, men i realiteten kan riksdagen inte deltaga i flera av beslutsprocesserna av praktiska skäl. Till utrikespolitiken hör även beskickningar i länder, i vilka diplomater ingår. Ambassader organiserar under statschefen och regeringen i det land beskickningen kommer från. Internationella organisationer har i praktiken stor betydelse för utrikespolitiken, inte minst som opinionsbildare. Andra viktiga aktörer är massmedia och forskare i vissa akademiska ämnen.